# Perinthalmanna
Perinthalmanna là một thành phố và khu đô thị của quận Malappuram thuộc bang Kerala, Ấn Độ.

## Nhân khẩu
Theo điều tra dân số năm 2001 của Ấn Độ, Perinthalmanna có dân số 44.613 người. Phái nam chiếm 48% tổng số dân và phái nữ chiếm 52%. Perinthalmanna có tỷ lệ 81% biết đọc biết viết, cao hơn tỷ lệ trung bình toàn quốc là 59,5%: tỷ lệ cho phái nam là 82%, và tỷ lệ cho phái nữ là 79%. Tại Perinthalmanna, 14% dân số nhỏ hơn 6 tuổi.